# Gustavo Tatis Guerra
Gustavo Tatis Guerra es un escritor, periodista, poeta y ensayista colombiano. Su infancia transcurrió entre Sahagún y Montería (Córdoba, Colombia), entre el río Sinú y el mar de Cartagena. Reside en Cartagena, donde se ha desempeñado como redactor cultural del diario El Universal de esa ciudad, durante cuatro décadas. 
Premio Nacional de Periodismo Simón Bolívar, en el área cultural, en 1992. Nominado en tres oportunidades a este mismo premio en 1993, 1995, 1997. Ganó en dos oportunidades el Gran Premio de Periodismo Distrital Antonio J. Olier, en Cartagena, 1991, 1993. Ganó en 2003 el Premio de Periodismo Álvaro Cepeda Samudio.
En 2022 ganó el Premio Nacional de Periodismo CPB por su libro "Lucho Bermúdez, el genio prende la vela" (Intermedio Editores, 2021).
Ganador y finalista en varios concursos nacionales de cuento, poesía y periodismo. 
Un proyecto de novela fue becado por el Ministerio de Cultura de Colombia, en 1997. Sus poemas figuran en antologías publicadas en Colombia, México, Brasil, España y Portugal. Algunos de sus poemas han sido traducidos al inglés, alemán, portugués, árabe y al chino. En 2011 hizo la primera exposición pictórica en Cartagena de Indias, denominada "Ofrendas", con de 47 pinturas.
Finalista en el Premio de Biblioteca de Narrativa Colombiana en 2020, por su libro "la flor amarilla del prestidigitador" (Navona, 2019), que incluye una entrevista a Gabriel García Márquez y encuentros con la familia del Premio Nobel de Literatura colombiano, 1982. 
En enero de 2022, publicó en El Universal una noticia relacionada con la hija del escritor colombiano Gabriel García Márquez.
En 2023 publicó el libro de crónicas "Caribe, realismo mágico. Crónicas de monte, río y mar" (Intermedio Editores, 2023) 
En 2024 Editorial Sial Piagmalión en España publicó su poemario "Conjuros del Navegante" (Obra reunida 1988-2023), que sintetiza 35 años de escritura poética.
En 2024 Editorial Norma publicó su novela juvenil "Dejen entrar a Wilson", sobre la discriminación social, racial y de género.
Tatis Guerra impulsa en Cartagena el Festival "Cartagena Sílaba de Agua" Fiesta de la Palabra y las Artes desde 2018.
Incluido en las antologías:
- Poetas en abril, 1985
- Panorama Inédito de la Poesía Colombiana, 1986
- Panorama de la Poesía Colombiana, 1997
- Poemas al Padre, 1997
- Rostro del mar (60 poetas del Caribe colombiano), 2015.
- . Antología de la Poesía Colombiana. Ministerio de Cultura, de Colombia y Biblioteca Nacional,, 2020...

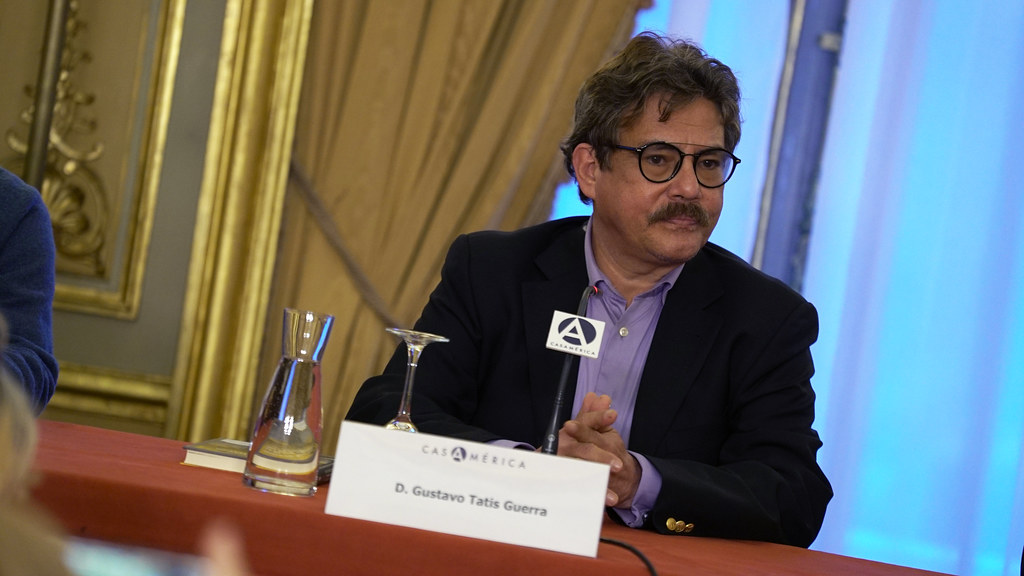
Gustavo Tatis Guerra en Casa de América.

## Obras publicadas
Gustavo Tatis Guerra ha escrito obras de géneros diferentes como la crónica, el cuento, la poesía o el ensayo. A continuación una lista de sus obras:
- “Conjuros del Navegante”, 1988
- “El Edén Encendido”, 1994
- “Con el perdón de los Pájaros”, 1996
- “La ciudad amurallada” (Crónicas de Cartagena de Indias), 2002.
- “Alejandro vino a salvar los peces”, Premio Nacional de Cuento Infantil Comfamiliar del Atlántico, 2002. Con varias ediciones de Panamericana.
- “Bailaré sobre las piedras incendiadas”, ensayo sobre Virginia Woolf, [2004].
- "He venido a ver las nubes", 2007. Poemas.
- "Evangelio del viento", antología poética, 2008.
- "Todas las formas del mundo" (Selección poética, 2010)
- "Corazón de pájaro", 2013. Poemas.
- "La iguana tiene sed" (cuento infantil), 2013.
- "Todas las formas del mundo" (Selección poética, 2014).
- "Lucho Bermúdez: un clarinete suena en la eternidad" (Biografía), 2017.
- "El soñador de tesoros" (Editorial Norma, 2019). Novela juvenil.
- "La flor amarilla del prestidigitador", encuentros con Gabriel García Márquez y su familia), 2019. Editorial Navona, España.
- "Alejandro Obregón, delirio de luz y sombra" (Biografía). Editorial Planeta Colombiana, 2020.
- "Lucho Bermúdez: El genio prende la vela" (Intermedio Editores, 2021). Edición ampliada.
- "Michelín no es una gata cualquiera" (Panamericana, 2021, novela infantil).
- "Caribe, realismo mágico. Crónicas de monte, río y mar" (Intermedio Editores, 2023)
- "Dejen entrar a Wilson" (Norma, 2024). Novela juvenil.